# 廍子溪
廍子溪，舊名廍仔坑溪（白話字：Phō͘-á-kheⁿ-khe），位於台灣中部，屬於烏溪水系，為大里溪支流，河長11.53公里，流域面積22.10平方公里，河床平均坡降1/50。流域分佈於臺中市太平區北部及臺中市北屯區南端。主流發源於大橫屏山山脈海拔標高859公尺之頭嵙山西側，向西沿臺中市北屯、太平區交界流經內坪林、水井後，轉向南進入太平區境，於太平區宜佳里與大坑溪合流後，改稱大里溪。